# Château de Chèvremont
Pour les articles homonymes, voir Chèvremont (homonymie).
Le château de Chèvremont est un château, aujourd'hui en ruine, situé dans l'actuelle commune belge de Chaudfontaine, sur un promontoire dominant la Vesdre, à quelques kilomètres à l'est de Liège. Ces ruines sont à peine visibles, essentiellement au niveau des murs de l'enceinte haute, dont une dizaine de tours. Elles furent partiellement fouillées en 1852 et 1862 par l'Institut archéologique liégeois, entre 1877 et 1899 lors de la construction de la basilique et du couvent des Pères Carmes, en 1943 par le professeur Jacques Breuer et en 1965, 1966 et 1967 par le professeur Joseph Mertens. Le matériel conservé est très réduit. Une nouvelle campagne de fouilles est initiée en 2024 alors que la basilique Notre-Dame de Chèvremont et son couvent font l'objet d'un projet de réaménagement.

## Histoire

### Préhistoire - époque celtique et gallo-romaine
L'occupation préhistorique de la montagne de Chèvremont est attestée par quelques silex néolithiques, voire mésolithiques, trouvés sur place et dans les alentours ainsi que par une hache de bronze trouvée en 1980 au pied de la colline . L'occupation celtique semble bien attestée au moins par la toponymie locale et notamment par le Nemetum devenu Namont . Quant à l'époque gallo-romaine, elle est attestée par plusieurs trouvailles dont les plus célèbres sont la stèle dédiée à Mercure et le mur du Bas-Empire mis au jour près de la chapelle , confirmé par le professeur Mertens.

### Époque franque
C'est sans doute du VIIe au IXe siècle, au Haut Moyen Âge, que Chèvremont connut ses heures de gloire. La « Vie de Sainte Begge », œuvre relativement tardive mais néanmoins assez fiable sur ce point, nous apprend que le château fut reconstruit par Ansegisel qui vint s'y installer avec son épouse Begge. Or cet Ansegisel n'était autre qu'un ministre de la cour des rois mérovingiens d'Austrasie à Metz, dans la seconde moitié du VIIe siècle. Il y avait fréquenté les Maires du Palais Pépin de Landen et son fils Grimoald dont Begge était respectivement la fille et la sœur. C'est avec celle-ci que le fils d'Arnould de Metz fonda la future dynastie des carolingiens. Le premier fruit en fut Pépin II dit de Herstal qui naquit probablement au castel et y fut certainement enterré en 714 . Un des fils de ce dernier fut le célèbre Charles Martel qui fit enfermer au château son fils cadet Grifon entré en rébellion contre lui, en l'an 741 . C'est un autre de ses fils, Pépin III dit le Bref qui lui succéda à la charge de Maire du Palais qu'il transforma en royauté en 752, au détriment de la lignée mérovingienne . Ce fut là le début de la royauté carolingienne qui devait devenir empire sous son fils Charlemagne, en l'an 800. Un acte officiel fut signé par Charlemagne en 779 au château de Chèvremont (novo castello) et d'autres le furent par ses successeurs en 844, 855 (Lothaire), 897 (Zwentibold) et 902 (Louis) . Ensuite, ce château, qui faisait partie des domaines (fiscs) de la couronne royale puis impériale , tomba sous le contrôle de divers comtes du Pays de Liège ou de ducs de Lotharingie pour finir par être pris et détruit en 987, avec l'appui de Notger.

### Époque ottonienne
Au Xe siècle, le comté de Liège est une subdivision de la Basse-Lotharingie. Réputé imprenable, le château sert de refuge en 881 lors de l'invasion des Normands.
L'abbaye de Chèvremont était un bien du chapitre Notre-Dame d'Aix-la-Chapelle, depuis le don d'Otton Ier du Saint-Empire en 972.
En 918, Gislebert de Lotharingie, comte de Maasgau et abbé laïc de l'abbaye de Stavelot, se révolte contre Charles III le Simple, roi de France et de Lotharingie, lequel entreprend de siège de Chèvremont en 922.
En 939, c'est au tour d'Otton Ier, de soutenir un siège contre son beau-frère. La forteresse, à nouveau assiégée en 986 par l'armée de l'impératrice Théophano Skleraina, mère et régente d'Otton III est prise et finalement détruite.
Selon la légende le prince-évêque de Liège Notger finit par s'en emparer par la ruse peu après pour le raser.